# فستوكة رباعية الأزهار
الفستوكة رباعية الأزهار نوع نباتي يتبع جنس الفستوكة من الفصيلة النجيلية.

## الوصف النباتي
النبات عشبي.